# Triumfetta clivorum
Triumfetta clivorum är en malvaväxtart. Triumfetta clivorum ingår i släktet triumfettor, och familjen malvaväxter.

## Underarter
Arten delas in i följande underarter:
- T. c. brevipetala
- T. c. clivorum